# 罗伯特·扬 (演员)

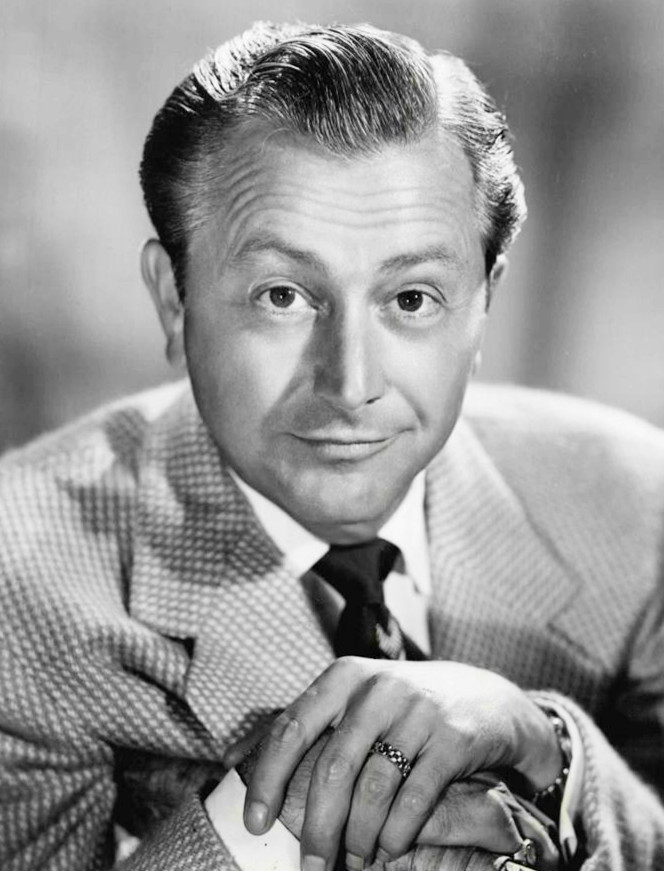
罗伯特·扬

罗伯特·乔治·扬（1907年2月22日—1998年7月21日）是美国电影、电视和广播劇演员，他在演出时被米高梅星探发现，於是與米高梅簽合同。 他曾赢得1979年英国电影学院奖。